# Betbeder (Argentine)
Pour les articles homonymes, voir Betbeder.
Betbeder est une localité rurale argentine située dans le département de Nogoyá, dans la province d'Entre Ríos.

## Démographie
La population de la localité, c'est-à-dire sans tenir compte de la zone rurale, était de 175 en 1991 et de 213 en 2001.